# Rússia Central

Região Económica Central
Distrito Federal Central
Rússia Europeia

A designação Rússia Central costuma atribuir-se a várias regiões da Rússia Europeia. 
Historicamente, a área da Rússia Central varia em função do propósito e contexto do uso. Por exemplo, pode ser referente até à quase totalidade da Rússia Europeia (com as exceções do Norte do Cáucaso e Kaliningrado).
O livro de Stephen P. Dunn e Ethel Dunn The Peasants of Central Russia, de 1967 define-a como a área que se estende do Oblast de Novgorod a norte até à fronteira Rússia-Ucrânia a sul, e do Oblast de Smolensk a oeste até ao rio Volga a leste. Uma revisão do livro clarifica o conceito como histórico e etnográfico, como a área histórica dos Grandes Russos.